# 幸福 (aiko單曲)
《幸福》，日本女性創作歌手aiko的第21張單曲。2007年5月30日發行。

## 簡介
前作《雲兒白的蘋果紅的》約10個月之後發行。
輕鬆爽快的歌曲，描寫熱戀中的主人公日常的、眼前的幸福空氣。aiko表示這是已經31歲的自己認為不管遇到誰，都希望大家能夠充滿精神；即使和相愛之人結束了，只要想著當初的幸福就夠了。
在Oricon公信榜最高排行第2位。
同年年底被邀請上NHK紅白歌合戰（第58回）演唱這首歌。

## 收錄曲目
1. 幸福
2. Lip（リップ）
  - NTT DoCoMo關西的電視廣告歌曲
3. 早晨的鳥兒（朝の鳥）
4. 幸福（instrumental）

全作詞、作曲：AIKO；編曲：島田昌典

## 外部連結
- 唱片介紹